# Кристаллизация аморфных сплавов

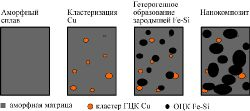
Схема формирования наноструктуры в аморфном сплаве системы Fe–Cu–Nb– Si–B в процессе его кристаллизации.

Кристаллизация аморфных сплавов (англ. crystallisation of amorphous alloys) — метод создания в аморфном сплаве гетерогенной нанокристаллической структуры путём специального отжига, обеспечивающего кристаллизацию сплава с выделением в аморфной матрице кристаллических зерен (кластеров) разного состава размером менее 15 нм.

## Описание
Предварительная (перед кристаллизационным отжигом) деформация аморфных сплавов прокаткой или их низкотемпературный отжиг позволяют уменьшить размер зерна до ~5 нм. Основой всех способов получения аморфных сплавов (металлических стекол) является быстрый переход компонентов сплава из жидкого состояния в твердое. Наиболее распространенный способ аморфизации металлических сплавов — спиннингование.